# Istituto delle arti della California
L'Istituto delle arti della California (in lingua inglese California Institute of the Arts) chiamato anche CalArts, è un'università situata a Santa Clarita in California. È stato fondato nel 1961 come il primo istituto che offriva studi universitari a studenti delle arti visuali e interpretative. La scuola è stata fondata da Walt Disney.
Questo istituto è sorto da un sogno di Disney secondo il quale gli studenti avrebbero potuto lavorare in una atmosfera artistica, sviluppando i loro lavori come rispettati membri di una comunità di artisti dove lo scambio culturale li aiutava a capire e praticare l'arte nei maggiori contesti possibili.

## Storia
L'Istituto delle Arti della California è stato originalmente creato a partire dalla fusione del Chouinard Art Institute (fondato nel 1921) e del Conservatorio di Musica di Los Angeles (fondato nel 1883). Entrambi gli istituti soffrivano di problemi finanziari alla fine degli anni '50 e il fondatore dell'Istituto Chouinard, Nelbert Chouinard, era gravemente malato. Questi due fatti propiziarono la fusione dei due istituti da parte di Walt e Roy O. Disney.
Nel 1965 venne fondata l'Associazione degli alunni di questa scuola, come un'associazione senza scopo di lucro, con a capo 12 membri, per servire agli interessi della scuola e dei suoi programmi. Alcuni di questi membri era grandi professionisti come artisti e musicisti, che contribuirono, con le loro conoscenze, esperienze e abilità a rafforzare la scuola. I 12 fondatori di questa associazione furono: Mary Costa, Edith Head, Gale Storm, Marc Davis, Tony Duquette, Harold Grieve, John Hench, Chuck Jones, Henry Mancini, Marty Paich, Nelson Riddle e Millard Sheets.
L'innovativo campus dell'Istituto venne completato il 3 maggio 1969. Ciò nonostante, questa costruzione venne danneggiata da piogge torrenziali e problemi di costruzione, oltre che da un terremoto nel 1971. Per questo la scuola iniziò il suo primo corso negli edifici di Villa Cabrini Academy, una scuola cattolica femminile. Finalmente, il CalArts si spostò al suo campus odierno nel novembre del 1971.
In principio CalArts fu travagliata da tensioni tra gli artisti e le loro aspirazioni non commerciali e la scuola che era un istituto privato con interessi economici da parte della famiglia Disney. Il fondatore del consiglio di amministrazione aveva inizialmente considerato che CalArts sarebbe stato un complesso dove l'intrattenimento e l'arricchimento personale fossero i suoi valori principali.
Il primo presidente dell'Istituto, Robert W. Corrigan, decano della Facoltà di arti dell'Università di New York, era interessato a fondere le discipline artistiche della sua facoltà con quelle di CalArts. Corrigan licenziò la maggior parte degli artisti e dei docenti del Chouinard Institute nel tentativo di rifare il California Institute of the Arts alla sua visione personale. A lui si unì, l'anno seguente, il suo amico Herbert Blau, assunto come rettore dell'Istituto e decano della Scuola di teatro e danza. Successivamente, Blau assunse un gran numero di professionisti tra i quali Mel Powell (decano della Scuola di musica), Paul Brach (decano della Scuola di arte), Alexander Mackendrick (decano della Scuola di cinema e video), il sociologo Maurice R. Stein (decano di studi critici) e Richard Farson (decano della Scuola di disegno).
Durante il corso degli anni nel suo campus si svilupparono llaboratori interdisciplinari come il Center of Experiments in Arts, Information and Technology, Center for Integrated Media e Center of New Performance at CalArts.
Nel 2003, CalArts creò il suo teatro di arti sceniche, a Los Angeles, chiamato REDCAT (Roy and Edna Disney Cal Arts Theater) nella Walt Disney Concert Hall. Questo centro apportava uno spazio di lavoro nel quale studenti e professori potevano combinare le loro creazioni.

### Sviluppi recenti
Nell'autunno del 2009, l'Istituto ha aperto un auditorium di musica conosciuto come "Wild Beast". La superficie di 300 m² suppone una struttura che serve come spazio per la classi in esterno e in interno.

## Offerta accademica
L'Istituto delle Arti di California offre lauree in musica, arte, danza, cinema e video, animazione, teatro, teatro di marionette e scrittura. Gli studenti ricevono un insegnamento professionale nell'area lavorativa del loro settore senza essere sottoposti a un modello rigido. Tutti questi corsi sono incentrati su un'arte contemporanea interdisciplinare e l'Istituto ha la missione di formare gli artisti del domani. Con questi obiettivi, l'Insituto porta gli studenti a riconoscere la complessità dei problemi politici, sociali e estetici affinché siano capaci di rispondere informati e in modo indipendente.

### Ammissioni
Le ammissioni in questo istituto sono basate unicamente sul talento creativo e il futuro potenziale degli aspiranti. Ogni scuola richiede che gli aspiranti realizzino una memoria artistica insieme a un portfolio o un'audizione (dipende dal tipo di corso) per essere ammessi.

## Programmi

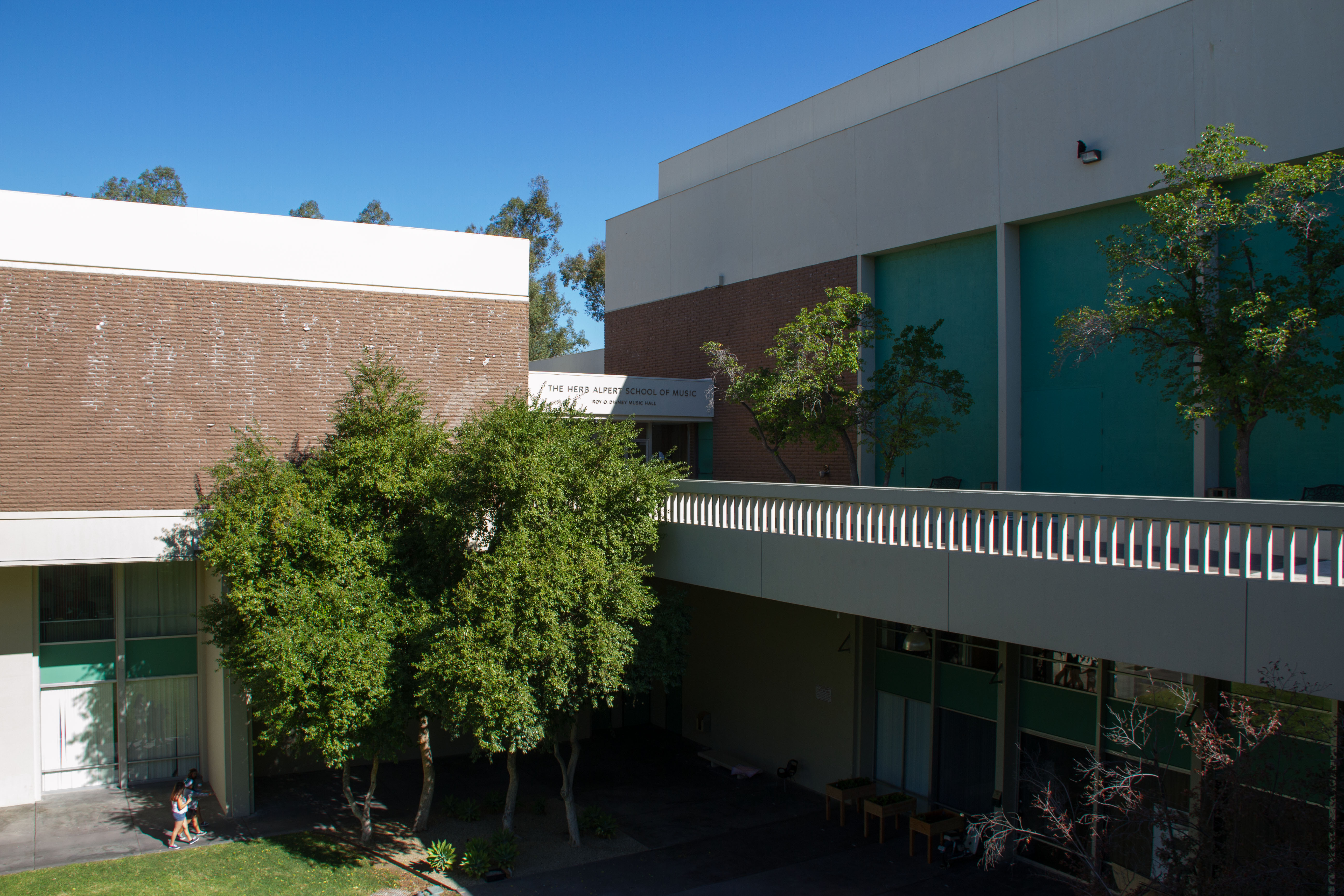
La Herb Alpert School of Music nel CalArts

Le scuole e corsi disponibili nel CalArts sono:
- Scuola di arte: belle arti, disegno grafico, fotografia e mezzi audiovisivi, arte e tecnologia.
- Scuola di studi critici: master di scrittura artistica, master in trend e politiche.
- The Sharon Disney Lund School of Dance: corsi e master in danza.
- Scuola di cinema e video: cinema e video, animazione sperimentale, animazione e regia.
- The Herb Alpert School of Music: composizione, composizione per nuovi media/pratica di suoni sperimentali, canto e composizione, tecnologia della musica e delle arti musicali.
- Scuola di teatro: interpretazione, master in interpretazione, scrittura teatrale, teatro di marionette, progetto di costumi di scena, illuminazione scenica, produzione teatrale, regia, scenografia e suono scenico.